# Neblinaphryne
Neblinaphryne é um gênero de sapos, pertencentes à família Neblinaphrynidae,  endêmicos do Brasil encontrados no extremo norte do país, nos tepuis amazônicos.

## Espécies
- Neblinaphryne mayeri[1]
- Neblinaphryne imeri[2]